# Алоїзій Бунш
Алоїзій Бунш (пол. Alojzy Bunsch; 13 березня 1859, Ораст — 23 травня 1916, Краків) — польський скульптор і педагог. Автор скульптур на релігійні теми, а також портретів. У своїх роботах представляв історизм, пізніше перейшов до сецесійного напрямку у своїй творчості. Батько художників Адама Бунша та письменника Кароля Бунша.

## Біографія
Народився в місті Ораст (угор. Szászváros) в Трансільванії, Австро-Угорщина. Вивчав скульптуру під керівництвом Целестина Гошовського у ц.-к. Вищій реальній школі у Львові. Закінчив навчання в Академії образотворчих мистецтв у Відні (1880—1883) на відділенні скульптури у Каспара фон Цумбуша, автора багатьох пам'ятників у Відні та у Едмунда Гельмера, одного з головних представників Віденської сецесії. У 1885–1887 роках працював в різьбярській майстерні Е. Гаузера у Відні.
Був учителем малювання і різьбярства спершу в Ліберці (австр. Райгенберг), а потім в школі мистецтв в Закопане (1888—1892). У 1892 році став професором, а потім викладачем в Державному промисловому училищі в Кракові, де працював до 1916 року. У 1894–1897 роках проводив навчальні подорожі-студіювання в Бельгію і Нідерланди, додатково підвищував свою кваліфікацію, студіюючи у Відні, Берліні, Мюнхені, Флоренції та Римі. У 1901 році відправився в Зальцбург для спеціальних професійно-технічних досліджень в галузі мистецької освіти.
Після того, в 1896 році одружився з Марією Александрою Садловською, сестрю відомого львівського архітектора Владислава Садловського, з яким неодноразово співпрацював при підготовці скульптурного оформлення архітектурних проектів. Згодом оселився в Кракові. Регулярно експонував свої роботи в Товаристві друзів витончених мистецтв в Кракові та Львові, а також взяв участь у першій виставці сучасного польського церковного мистецтва у Кракові в 1911 році. Крім того, є автором медальйонів, барельєфних портретів та бюстів відомих людей Кракова, в тому числі Адама Хмеля, Владислава Лущкевича, проф. Едварда Медвецького, а також інших портретних робіт. При цьому часто використовував техніку поліхромної штукатурки. Особливе визнання принесли йому два проекти: конструювання та проектування скульптурного модерн інтер'єру каплиці родині Гулімкув в Мицові та мармуровий фриз вхід Ісуса в Єрусалим в каплиці Кафедрального собору у Львові.
Він також був членом Товариства друзів історії та пам'яток Кракова.
Помер в 1916 році. Похований на Раковицькому кладовищі в Кракові.